# 마이트너륨
마이트너륨(←영어: meitnerium 마이트니어리엄[*]) 또는 마이트네륨(←독일어: Meitnerium 마이트네리움[*])은 화학 원소로 기호는 Mt(←라틴어: meitnerium 메이트네리움[*]), 원자 번호는 109이다. 마이트너륨은 동위원소들이 대체적으로 불안정하여 반감기가 매우 짧은 편이다. 원자량 278이 가장 안정되어 있다. 입자가속기에서 비스무트에 철 원자핵을 충돌시켜 생성된 원소이다. 가장 불안정한 동위 원소의 반감기는 약 0.07초이며, 알파 붕괴하여 보륨이 된다. 1997년 발견되었고 오스트리아-스웨덴의 물리학자 리제 마이트너의 이름을 따서 명명되었다. 